# Гуськов, Анатолий Владимирович
Анатолий Владимирович Гуськов (род. 15 ноября 1948, Раменский район, Московская область) — российский предприниматель и политик. Депутат Государственной думы I созыва.

## Биография
Национальность — русский. Образование незаконченное высшее. Был членом Партии свободного труда; избран в Государственную думу I созыва по 108-му Люберецкому одномандатному избирательному округу (Московская область) как кандидат избирательного блока «Будущее России — Новые имена». Входил во фракцию «Женщины России», однако 12 мая 1994 года исключён из неё за прогулы. В марте 1995 года стал членом фракции «Стабильность». В Думе до 13 января 1995 года входил в комитет по промышленности, с 13 января по 8 февраля в комитет по обороне, затем в комитет по безопасности. В марте 1995 года в течение нескольких дней стал объектом двух покушений. В 1999 году баллотировался в Госдуму по спискам ДПА.
Был президентом ремонтно-строительного объединения «Раменское». Гендиректор ООО «Морозко». Являлся президентом футбольного клуба «Сатурн».